# Little Barningham
Little Barningham – wieś w Anglii, w hrabstwie Norfolk, w dystrykcie North Norfolk. Leży 27 km na północ od Norwich i 174 km na północny wschód od Londynu.
W 2001 miejscowość liczyła 111 mieszkańców.